# Disocactus nelsonii
Disocactus nelsonii là một loài thực vật có hoa trong họ Cactaceae. Loài này được (Britton & Rose) Linding. mô tả khoa học đầu tiên năm 1942.